# Arcaicam Esperantom

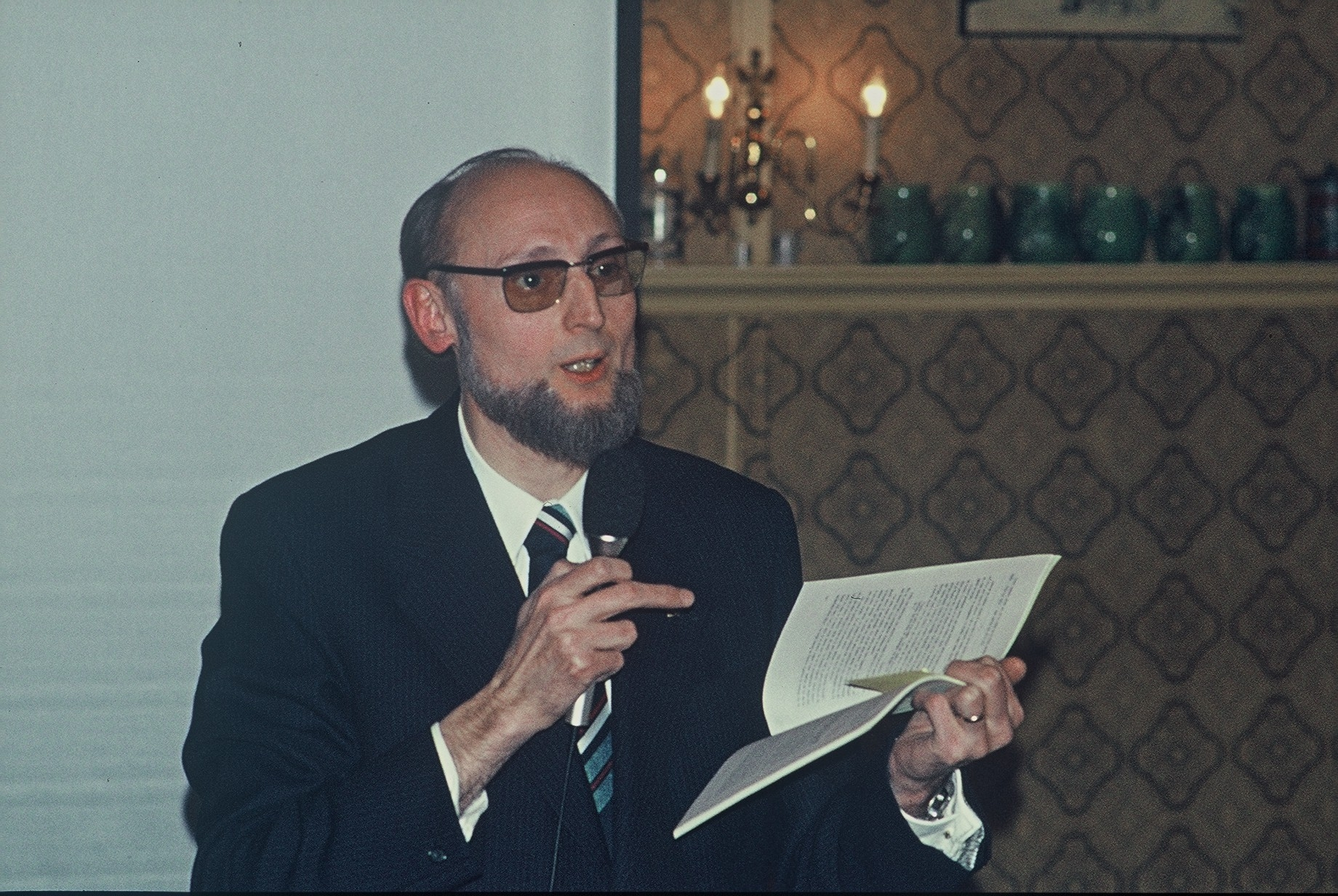
Manuel Halvelik, autor archaického esperanta (fotografie z roku 1975)

Archaické esperanto (v archaickém esperantu Arcaicam Esperantom, v běžném esperantu Arĥaika Esperanto) je varianta esperanta, používaná k navození dojmu starobylosti textu. Byla vytvořena převážně ze stylistických důvodů, protože bylo nutné přeložit do esperanta archaicky znějící texty a přitom zachovat jejich archaičnost (ze stejného důvodu byly pro esperanto vytvořeny vulgarismy, které v něm původně neměly existovat). Poprvé tuto variantu publikoval Manuel Halvelik v roce 1969. Archaické esperanto je odvozeno převážně z latiny a od esperanta se podstatně liší.
Rozdíly mezi Arcaicam Esperantom a běžným esperantem jsou zejména tyto:
V zápisu:
- c se píše jako tz
- ĉ se píše jako ch
- f se píše jako ph
- ĝ se píše jako gh
- ĥ se píše jako qh
- j se píše jako y
- ĵ se píše jako j
- k se píše jako qu (před e, i) nebo jako c (před a, o, u a souhláskami)
- ŝ se píše jako sh
- ŭ se píše jako w nebo u
- v se píše jako w

Zájmena:
- místo mi (já) je mihi
- místo ci (ty) je tu
- místo li (on) je lui
- místo ŝi (ona) je eshi
- místo ĝi (ono) je eghi
- místo ni (my) je nos
- místo vi (wy) je wos
- místo ili (oni) je ilui (mužský rod) a sihi (ženský rod)

Gramatické rozdíly:
(příklady jsou uvedeny v pořadí běžné esperanto → archaické esperanto)
- Infinitiv nekončí na –i, ale na –ar (pokud kořen končí na e nebo i, např. krii → criar) nebo –ir (v ostatních případech, např. esti → estir).
- Slovesa se časují, podmět může být nevyjádřený. Skloňování je ve všech časech analogické, protože se nemění samohláska z běžných koncovek -as, -is, -os, -us, mění se pouze koncové s:
  - mi estas → (mihi) estams (první osoba singuláru)
  - ci estas → (tu) estas (druhá osoba singuláru)
  - li/ŝi/ĝi estas → (lui/eshi/eghi) estat (třetí osoba singuláru)
  - ni estas → (nos) estaims (první osoba plurálu)
  - vi/ili estas → (wos/ilui/sihi) estait (druhá a třetí osoba plurálu)
  - Chování sloves po zájmenu oni není přesně popsáno.
- Plurál imperativu končí na –uy.
- Podstatná jména se skloňují:
  - domo → domom (singulár nominativu)
  - domoj → domoym (plurál nominativu)
  - de domo → domes (singulár genitivu)
  - de domoj → domeys (plurál genitivu)
  - al domo → domod (singulár dativu)
  - al domoj → domoyd (plurál dativu)
  - domon → domon (singulár akuzativu)
  - domojn → domoyn (plurál akuzativu)
- Přídavná jména se skloňují analogicky s podstatnými jmény:
  - bona → bonam (singulár nominativu)
  - bonaj → bonaym (plurál nominativu)
  - Chování přídavých jmen v genitivu není přesně popsáno.
  - al bona → bonad (singulár dativu)
  - al bonaj → bonayd (plurál dativu)
  - bonan → bonan (singulár akuzativu)
  - bonajn → bonayn (plurál akuzativu)
- Jako koncovka příslovcí není –e, nýbrž –oe.
- Místo –aŭ je –ez.
- Neexistuje určitý člen la ani neurčitý člen.

Slovní zásoba
Slova utvořená v běžném esperantu příponou mal- mají v archaickém esperantu vlastní výrazy.
Tabulková slova
- -a → -am
- -am → -ahem
- ĉi- → chey-
- -e → -oe
- ki- → cuy-
- nen- → nemy-
- -o → -om
- -om → -ohem
- ti- → ity-

## Ukázka

### Otčenáš
| V archaickém esperantu:[zdroj?] Patrom noses, cuyu estas en chielom, Estu sanctiguitam Tues nomom. Venu Tues regnom, plenumighu Tues volom, cuyel en chielo, ityel ankez sur terom. Panon noses cheyutagan donu nosod hodiez. Ed pardonu nosod nies shuldoyn, cuyel ankez nos pardonaims shuldantoyd noses. Ed ne conducu nosoyn en tenton, sed liberigu nosoyn malbones. Amen | V běžném esperantu Patro nia, kiu estas en la ĉielo, Cia nomo estu sanktigata Cia regno Venu. Cia volo Fariĝu, Kiel en la ĉielo, tiel ankaŭ sur la tero. Nian panon ĉiutagan donu al ni hodiaŭ. Kaj pardonu al ni niajn kulpojn, Kiel ankaŭ ni pardonas al niajn kulpulojn. Kaj ne konduku nin en tenton, Sed savu nin de la malbono. Amen. |